# 超生命体トランスフォーマー ビーストウォーズリターンズ
『超生命体トランスフォーマー ビーストウォーズリターンズ』（ちょうせいめいたいトランスフォーマー ビーストウォーズリターンズ）は、アメリカ・カナダ製作のテレビアニメ。トランスフォーマーシリーズのアニメ作品の一作。モバイル放送・モバHO!にて2004年11月6日より放映された。『ビーストウォーズ 超生命体トランスフォーマー』と『ビーストウォーズメタルス 超生命体トランスフォーマー』の続編で、CG版シリーズの完結編である。

## 概要
カナダのメインフレーム・エンターテイメントによって製作された全編フル3DCGアニメ。『BEAST WARS: TRANSFORMERS』（日本版『ビーストウォーズ』および『ビーストウォーズメタルス』）の続編『Beast Machines』の日本語吹き替え版作品である。日本ではCG版シリーズの第3弾として認知されることが多く、日本のみ放映されたセルアニメである『ビーストウォーズII 超生命体トランスフォーマー』と『ビーストウォーズネオ 超生命体トランスフォーマー』を含むとシリーズ第5弾として認知される。

## 展開
海外では一貫して大人気を博した『ビーストウォーズ』シリーズだったが、スタッフ変更によるストーリーラインの陰鬱・複雑化や、生物ともロボットともつかない奇抜なデザインラインなどから本作品において失速することとなった。
また、『ザ・ムービー』『2010』製作期においてもあったように、ハズブロのラフデザインを元に、タカラ、アニメスタッフそれぞれが独自に動いたため、初期発売の玩具はイメージが全く違うという玩具とアニメとの連携の悪さも挙げられる。そのため、変身シークエンスもこれまでのような玩具に準じたものではなく、光り輝くと同時に体のパーツが変容を遂げるといった、正に「変形」ならぬ「変身」描写がなされている。
結果的に次のシリーズとして用意されていた『トランスフォーマー･トランステック』がお蔵入りする事態に陥り、アメリカでは日本オリジナルの『カーロボット』シリーズをアニメ・玩具共に導入することになる。これが成功したため、日米合作の『マイクロン伝説』に始まるこれまでの設定をリセットしたシリーズが製作されることとなった。
このような海外における経緯から国内ではその放映が危ぶまれていたが、モバイル放送という特殊な形態を取ることで待望の日本語版製作とあいなった。後に一部の地方局において地上波テレビ放送も行われている。原語版の暗くシリアスな作風に反して、日本語版は声優陣のギャグやアドリブが前作からさらにパワーアップし、放送形態が専用端末を必要とする有料放送のモバイル放送になったこともありおよそ一般向けではない際どい下ネタや楽屋ネタ、ブラックジョークが多くなるなどエスカレートしている。
また、これまでは主人公であることからコメディ気味の演技が制限されていたコンボイ役の子安武人もアドリブがある程度許されるようになり、各キャラクターのボケにツッコミを入れる、名前を逆読みされてイジられアイキャッチに入ったにもかかわらず激怒する、時折田舎口調になるなど、暴走気味の演技が目立つようになった。
なお、玩具はアニメに登場したキャラクターのみ、カラーリングを本作に準拠したカラーリングに変更されたものが、トイザらス限定で一般発売された。

## あらすじ
ビーストウォーズの勝利により、セイバートロン星に帰還したサイバトロン。しかし、コンボイ・ラットル・チータス・ブラックウィドーの4名は到着前後の記憶を喪失。肉体は謎のウイルスに侵され、初期のビーストモードのままロボットモードへの変形は不可能かつ機能停止寸前という危険な状態だった。その上、トランスフォーマーらしき集団に襲われ、わけもわからず逃走を続けていた。
その途中で、謎の啓示を受け、セイバートロン星地下深くに逃げ込んだコンボイたちは、そこで原初のトランスフォーマーの創造主であるオラクルと邂逅、彼からリフォーマットを受け、機械と生物の融合体「テクノオーガニックボディ」へと生まれ変わった。
自分たちとセイバートロン星に何が起こったのかを突き止めるため、追って来た謎のトランスフォーマー集団を撃退し、議会場に辿り着いたサイバトロン。しかし、そこにいたのは既にセイバートロン星を支配したメガトロンだった。彼はビーストウォーズの教訓から、恒久の平和には個人の自由意志、即ちスパークは不要として、自身を頭脳としたセイバートロン星そのものを単一の完全な機械惑星へと進化させようとする。コンボイは自由意志の無い平和は偽りとして否定する。ここにセイバートロン星の未来をかけたコンボイ率いる「サイバトロン」とメガトロン率いる「ヴィーコン」との最後の戦いが始まった。

## キャラクター
名称および声は日本語版 / 英語版。

### サイバトロン / Maximals
エネルゴアから帰還したメンバーはメガトロンのウイルス爆弾のせいで捕らえられ、メタルス戦士はウイルスに完全汚染されずにすんだもののビースト戦士の状態に戻ってしまった上、ロボットモードへの変身が不可能になってしまっていた。オラクルの導きにより、有機体と無機機械の限界まで融合した、新たなテクノオーガニックボディに転生したことでロボットモードへの変身（変身する際の掛け声はトランスフォーム）も可能となるが、前作までのような単なる機能ではなく、精神集中が必要な技能となる。なお、ウイルス爆弾の影響で到着前後の記憶を失っていた。
コンボイ / Optimus Primal（ゴリラ）
声 - 子安武人 / ゲイリー・チョーク
サイバトロンのリーダー。オラクルのリフォーマットによって新たなテクノオーガニック・ボディを得、最も早く変身能力を身に付けた。ロボットモードでは最初のビースト時代のロボットモード同様背中のジェットで飛行可能。武器は胴体胸部から出すエネルギーディスク。また、腕で敵の攻撃を受け、そのエネルギーの流れの向きを変えて自分の周囲に捉え、跳ね返すこともできる。
瞑想により、マトリクス（スパーク＝魂の源泉）に通じ、それを通して魂と会話できる。また、激しく体力を消耗するが、他者のリフォーマットも可能。チータスによると100万ゴリラパワーを誇る。
セイバートロン星に帰還した際に、メガトロンの放ったウイルスに侵され最初のビースト形態に戻ってしまうが、オラクルの導きにより、テクノオーガニックボディに転生した。
今まで同様、仲間たちを導く役割を担う。オラクルが見せた予見により、セイバートロンとトランスフォーマーの進むべき道、有機体との融合を目指し、セイバートロンに有機体を甦らせ、メガトロンに囚われたスパークたちを解放するための新たな戦いに挑む。だが、仲間を失ったことへの悔恨の念に囚われ、メガトロンと彼を野放しにした自身への怒りで冷静さを失うことも少なくなく、判断ミスも目立つようになる。また、オラクルの予見を正しいと信じ、何の疑念も無く行動する姿が、愚直に見えたのか、チータスらの不信も買ってしまう。
前半終盤では最終手段として使用した機械体を消滅させるプラズマエネルギーとメガトロンの使用した有機物を機械に変えるベクターシグマキーの波動砲によってセイバートロン星を破滅の危機にさらしてしまうが、自らの執念とプラズマエネルギーと波動砲の中和によってその危機を脱する。しかしその代償として、マトリクスの空間を彷徨うことになるも、マトリクス、そして仲間との和解によって再び舞い戻り、仲間との絆も取り戻す。
物語終盤ではスパークを抜き取られ仲間が次々と倒れていく中でメガトロンと一騎討ちを行い、セイバートロン星自体を完全なる機械惑星にリフォーマットしようとするメガトロンを道連れに惑星核に転落。星を有機・無機のバランスの取れた新たなるセイバートロンに作り変えることに成功するが彼の行方は杳として知れない。
日本語版では媒体が変更されたことによりコミカルな言動が多くなり、チータスからも「コンボイ、キャラ変わってない？」とつっこまれた（ただそれでもほかのキャラクターよりは少ない）。また、顔がコンボイらしくないことを物凄く気にしている。ツッコミも強烈になり、第14話のオープニングにおいて「名前を逆さにして言ってみよう」という企画で「イボンコ」と呼ばれたり、その後のあらすじ紹介の際に馬鹿にされながら「前回のぉ！ビーストウォーズリターンズはっ!!」とやや興奮した状態で声を荒らげ、「イボンコペッチャンコ、イェイ！」と仲間からラップ調で歌われた際は、アイキャッチで「あの、コンボイだけど…お前ら、ブッ飛ばすぞ？」と指揮官らしくない発言もしている（その後も時折「イボンコ」となじられ、非常に落ち込んでいる）。またこのアドリブはその時の話の内容から不謹慎であるとタカラ側から怒られたと言われる。母親がいるらしいが「母上」「母さん」など呼び方は様々で、母との会話では田舎口調になる。
『トランスフォーマー アンコール』で新たにリターンズコンボイと名付けられた。

チータス / Cheetor（チーター）
声 - 高木渉 / イアン・ジェームズ・コーレット
地球でのビーストウォーズに於ける度重なる進化を経て、精神は少年から青年のそれへと成長を遂げた。慎重すぎるコンボイに反発して指揮権を奪うこともあるが、彼への尊敬と信頼の念は消えてはいない。未だ荒削りではあるが、次代のリーダーとしての素質を持つ。
転生後は背中に背負った2丁の剣を用い、持ち前のスピード（本人によると「加速装置」）を生かしての素早い斬撃や、敵の攻撃を反射することを得意とする（この際の口癖は「わっせ!わっせ!」）。この剣は繋げた状態でブーメランのように投げたり（日本語版では「チーメラン」と呼称）、ハンググライダーのように滑空することも可能。
日本語版では語尾に「じゃん」をつける口調は健在で、第1話でラットルに「校長先生」と言われて以降「校長先生、怒りましたよ!」などの校長先生ネタが多い。また、「住宅リフォーム」などさまざまな掛け声でロボットモードに変身した。

ラットル / Rattrap（ネズミ）
声 - 山口勝平 / スコット・マクニール
転生後は（作中では）武器を持たないが、尻尾を使ってコンピュータをハッキングしたり敵のドローンを操ったりするなどの特殊な能力を持っている。今まで同様、小型武器開発なども得意。下半身は車輪となっており、急激な加速が可能（玩具では直立可能）。ハッキング時は顔をワイパー付きのバイザーで覆う。
当初はなかなかトランスフォームをマスターできず、足手纏い扱いを受け、落ち込むこともあった。ウイルス工場から見つけ出した変身促進装置を使ってトランスフォームを試みたが、安定した形態を保つことができず、結局失敗に終わる。その後自分の力でようやくトランスフォームできるようになったが、今度は武器が備わっていないことなどの苦悩からメガトロン側に付こうとしたこともあった。その後はハッキング能力をフルに活用できるようになる。ハッキングする際の決まり文句は「チクッとしますよ〜」。
日本語版では下ネタを乱発していたりする。また、『メタルス』ではピカチュウをライバル視していたが、その対象はハム太郎に変わったようである。

ブラックウィドー / Blackarachnia（ジョロウグモ）
声 - 柚木涼香 / ヴィーナス・ターゾ
転生後は防御力は低くなったが、スピードや攻撃力、蜘蛛の糸を張る能力や技能もアップした。また、手から電撃を放つ。電撃を地面に網状に伝わせて攻撃もできる（その際「かめはめ波」などの他の作品に登場する技名を呼称する）。また手裏剣状のネットを出し、敵の動きを封じたり、切断したりできる。6つの目により索敵能力も高くなった。
ウイルスにより混乱した記憶の中に微かに残る恋人シルバーボルトの影を追い続けている。偶然からスラストの中の記憶を垣間見て、彼がシルバーボルトではないかと考え、必死に元に戻そうとした。
日本語版の語尾は「〜シャ」。「あたしキレイ?」が口癖で、第3話のオープニングでは、自分という萌えキャラがいるじゃないかと萌え声（高い声）を発したが、今作の彼女の姿がグロテスクであるゆえのブラックジョークである。スパイダーマンのように人気を掴みたいと思っている。

ナイトスクリーム / Nightscream（コウモリ）
声 - 神奈延年 / アレッサンドロ・ジュリアーニ
第5話から登場。ヴィーコン軍団によって制圧されたセイバートロンの生き残り。自分の体内にスキャニング機能を持つ（本人によると、コンボイたちのようにカプセルポットのスキャニングに頼るのは流行遅れであり、現在のセイバートロン星のTFにはスキャン機能が標準装備されていたらしい）。地下でコウモリの骨をスキャンし洞穴の中で生き延びていた（この事実によりセイバートロンにはかつて、有機物が存在したことが判明する）。その後、コンボイによりリフォーマットされ仲間となる。シニカルで一言多いが、根は真面目で責任感は強い。仲間の中で、自分一人だけが動物をスキャンして生き延びたことに強い自責の念を持つ。他のメンバーとは違う経緯で現在に至ったことから、彼の存在が星の有機体を復活させるヒントになると、コンボイは確信していたが、逆に自身の有機体を分離させる方法を考えるメガトロンに狙われることもあった。
ロボットモードでは背中から、ビーストモードでは口から超音波を発したり、牙を飛ばして敵のボディに撃ち込み、麻痺させたり、エネルギーを吸収しての自己修復が可能。
原語版にて、それまでグループ内において最も若かった（ティーンエイジャーらしい）チータスから「ガキんちょ」と言われたことがある。
日本語版ではオカマを思わせる口調で話し、ファッションチェックや、次回予告・映画批評もしている。ラットルの付けたあだ名は「コウモリのおばちゃま」。「フゥー!」が口癖。牙を飛ばす際には「入れ歯ビューン!」と言う。ブラックウィドーと同じくバットマンのようになりたいと思っている。

シルバーボルト / Silverbolt（コンドル）
声 - 岩田光央 / スコット・マクニール
かつて地球でのビーストウォーズを戦い抜いた、サイバトロンの誇り高き騎士。転生後のビーストモードでは超高速での飛行能力、ロボットモードでは背中からの羽手裏剣を武器とする。
仲間と逸れ、フューザー戦士という特性のためにライノックスと共にウイルスに侵されたところをメガトロンに囚われスパークを奪われ、ジェットストームにされてしまっていたが、ラットルの開発したDNAスキャン装置でコンドルを再スキャンすることで、シルバーボルトとしての自我を取り戻した。
メガトロンに支配されていた当時の記憶が残っており、その時に自らが働いた悪行を心の底で楽しんでいたという自責の念から頑なに心を閉ざし、ブラックウィドーたちとの間に微妙な溝を作ってしまう。
ロボットモードが侍を意識したデザイン（頭部に髷がある）であり、日本語版では口調が変わり「わし」「お主」「そち」などと殿様を思わせるしゃべり方をする。語尾は「〜ギョエ」（鳥の鳴き声と「〜ぞえ」という口調が由来）。ラットルに「バカ殿」と呼ばれることもしばしば。また、エンディングのトークで「鷲か鷹のつもりなんじゃないか」「九官鳥じゃないの？」と言われたり、「メガトロン音頭」ではっきり「鷲」と歌われているなど、周囲からコンドルであると認識されていないらしい。普段は硬派だが、アイキャッチでは平気で下ネタを言っている。
終盤、チータスにつられて「襟裳岬」と叫んで、そのままロボットモードに変身して仰天したことがある。同じ飛行能力を有するナイトスクリームと行動を共にすることが多く、そのことに嫉妬したブラックウィドーから「おホモだち」と言われてしまう。しかし後に「愛に性別などない!」という発言をしている。最終的には、何とかブラックウィドーとよりを戻すことができた。

ボタニカ / Botanica（植物）
声 - 田中敦子 / キャサリン・バー
第19話から登場。地球から動物の遺伝情報を持ち帰ったコンボイ達とは別に、植物の支配する惑星からその遺伝情報を持ち帰った女科学者。植物モードは頭と腕を持つ黄色い花で、ロボットモードはフラットウッズ・モンスター風である。科学者ゆえに戦いを好まない穏やかな性格だが、植物を傷つけるものには容赦なく反撃する。腰からビームを放つ。
植物を自在に操る能力を持ち、特殊な光を発する種から光合成のように光を浴びせて枯れかけた植物を蘇らせることもできる。その能力は攻撃にも使え、広範囲のビーコンたちを消滅させたり狂わせることができる。地中を自在に移動可能。その反面、植物の性質上、長時間地面に接地していないと衰弱するという弱点がある。
セイバートロンに帰還する際、宇宙船を撃墜され、メガトロンのウイルスにより暴走していたところ、コンボイのリフォーマットによって救われ、仲間となった。
変身する際に「ジュセ〜イ（受精）」と叫び、攻撃する際には「かふーん（花粉）!」「はーなー!」の掛け声を、地中移動の際には「くるくるくるぅ〜」と叫ぶ。
後にラットルと恋仲になる。日本語版ではラットルに「葉っぱ婦人」と呼ばれていたが、恋仲になってからは「ボタリン」、「ラッちゃん」と呼び合っている。

ライノックス / Rhinox（サイ）
声 - 中村大樹 / リチャード・ニューマン
かつてビーストウォーズで活躍したサイバトロンのメンバー。メタルスでなかったため、シルバーボルト共々ヴィーコンのウイルスに洗脳され、そのスパークをタンカーに移植される。ラットルの働きで記憶を取り戻すも、メガトロンの掲げる「一つの無機生命体の意思で完全支配された平和な世界」という思想に賛同する一方、メガトロンに成り代わろうと暗躍するが、メガトロンに破壊され、最後は自分が間違っていたことを悟った。プラズマエネルギーによってセイバートロン星が壊滅の危機に瀕した際、スパークがマトリクスへと向かう空間でコンボイにメッセージを与え、消滅した。

コンピューター
声 - 柚木涼香 / エリザベス・キャロル・サヴェンコフ
サイバトロンの地下プラントに設置したコンピューター。検索に時間がかかるため、ラットルに煙たがられるが、これにより有機物質の成長を促進させる方法を知る。

### ヴィーコン / Vehicons
メガトロンが新たに組織した軍団で、メガトロンに生み出されたスパークを持たないドローン軍団。全軍をメガトロン一人でコントロールしていた。だが、彼が変身するとコントロール・ブローブから離脱してしまうため、ドローン軍団はその間活動停止状態になってしまい、作戦展開に限界を感じたメガトロンは、スパークを持つドローンを数人、ヴィーコンジェネラルとして誕生させている。ジェネラルを含むドローン軍団はビーストモードのサイバトロン戦士をレーダーで探知することができない（直接見える場合は探知可）。
なお、ドローンたちにはスパークはないが、ある程度の知能はある模様で、時に驚いたり顔を見合わせたりと、さまざまなリアクションを取る。また、ジェネラルたちは日本語版では変形する際のアクティベーションコードが「トランスフォーム」で統一されているが、原語版ではそれぞれ異なり、今までのシリーズと違ってビークルモードに変形する際にそれを発している。
初期から登場した3名のジェネラルは、原語版では（記憶を取り戻した状態時を除き）声・人格ともそれぞれの正体となるトランスフォーマーとは全くの別人になっているが、日本版では基本的な性格や担当声優、口調などはほぼそのままである。これは音響監督の岩浪によると、「今さら新しい声優をキャスティングしても、従来のノリに対応できないだろうから」とのこと。
メガトロン / Megatron（ドラゴン）
声 - 千葉繁 / デビッド・ケイ
かつてのビーストウォーズで全宇宙を征服しようと目論んだデストロン破壊大帝で、本作品ではヴィーコンのボスとして登場。サイバトロンに敗北し、セイバートロン星へ向かうシャトルに係留・護送されていたが、トランスワープ（時空間移動）航行中、時間乱流を利用してシャトルから脱走。サイバトロンが到着する数カ月前のセイバートロンに先回りし、ウイルス爆弾でセイバートロン全土を掌握した。基地にて、ケーブルに繋がれたコントロール・プローブ（当人によると「ミノムシボディ」）を纏い、意志もスパークも持たないヴィーコン全軍を一人で操作、有機体を嫌悪しており、自身の有機体も取り去ろうと試みているが、怒りに駆られるとプローブから離脱してしまう。その時の姿はかつてのドラゴンメガトロンビーストモードであるが、前作よりも機械と有機体が入り混じった醜い風貌になっている。ビーム砲が仕込まれた右腕はトランスフォーマーのスパークを摘出することができ、普通の形状をした左腕をドラゴンメガトロンビーストモードの頭部に変形させての火炎放射も可能。
ビーストウォーズのころと違い、真剣に彼なりの理想を体現しようとしている。そのためには個人の自由意志（スパーク）が邪魔であると判断、自らを頭脳とし、セイバートロンをスパークを持たない純粋機械生命体の惑星とすることを目指している。数ヵ月後に帰還を果たしたサイバトロンにウイルスを仕掛け、メタルスボディと変身能力を奪うことに成功したが、彼らがオラクルと出会ったことで戦いは再開された。物語が開始した時点でセイバートロン星全土を制圧しているため、戦力、勢力は彼の方が絶対的有利である。一度ラットルの約束を守り、目の前のサイバトロンを逃がすという一面もあった（本人によると「台本にそう書いてあるから」）。スパーク態、ロボット態とも他のトランスフォーマーのスパークを取り込むことで巨大化・パワーアップが可能。
日本語版では今までにも増して千葉のアドリブが暴走。出番の前後ではなぜか行きつけのスナックに毎度電話している（「メガトロン音頭」では縁を切られた模様）。第19話では「（台本の）31ページまで出番がないからパチスロに行ってくる」と言い出したり、最終回で「おつかれさーん！打ち上げは8時からだよー」という断末魔をあげる始末である。時折「アキハバラ（秋葉原）」と叫ぶが、その他に山手線の駅名（田町、渋谷など）を言うこともある。オープニングやエンディングではよく早口言葉を企画するが、オブシディアン・ストライカには相手にされなかった。
心残りは部下に恵まれなかったことらしい。

メガヘッド
第13話から登場。コンボイとの決戦で、一度は倒されたかに見えたメガトロンが、巨大要塞にスパークを移した姿（当初、スパークは有機体であるノーブルにあったため、防御システムが働いている以外ではただ浮かんでいるだけであった）。その外観は顔の形。戦艦型へと変形も可能（その掛け声は「秋葉原式大トランスフォーム」）。体内では立体映像により、ジェネラルたちに指示をする。バリアーで守られており、下部のハッチを展開してトラクタービームを放ち、対象を内部で無重力状態にして捕獲する他、幾多のチューブを首の部分から排出してウイルスを送りこむ。戦艦形では下部に装備された一対のビーム砲が武器。ノーブルの犠牲で怒りに震えたナイトスクリームの活躍によって要塞自体はサイバトロンに制圧されるが、装備はメガトロンのスパークにしか動かせなかったため、サイバトロンはバリアーしか使えなかった。
玩具では戦艦ではなく、人型へと変形できるがもちろん劇中には登場しない。
日本語版では自身の巨大な顔から「でっかいわーでっかいわー石…川さん」と、石丸電気のCM曲らしきものを歌う。

フライングコンピューターボディ
第22話でスパークだけの姿になっていたメガトロンは第23話で様々なロボットに乗り移りながらサイバトロンを苦しめていたが、ラットルの気転によりフライと同型の小型ドローン（色は違う）のボディーに閉じ込められてしまう。このボディでいた間は、上擦ったような声（千葉の持ちキャラクターであるピラフやシュバルツなどの上擦ったような声に近い）になっていた（当人もそのことに驚いており、途中でサンプリングを行って元の声色に戻している）。
フライに閉じ込められるまでに現れたメガトロンのスパークは橙色であり（他のトランスフォーマーのスパークは青い）、語尾に「ポン!」と付く。
ロボットに乗り移っている際には「シュワちゃん! シュワちゃん!」と連呼しながら動く（動き方が『ターミネーター』の終盤に登場する中破したT-800に似ているため）。

パワードボディ
第25話から登場。フライのボディからフライが組み立てたボディにメガトロンのスパークを移したもので、顔がメガトロンである以外はパワードコンボイそのものの姿。わざわざボディーをパワードコンボイに似せたのはコンボイへの皮肉をこめているからである。セイバートロンの運命を賭け、コンボイと死闘を繰り広げ、コンボイの捨て身の行動で惑星の核に共に落ちて、セイバートロン星をバランスのとれた惑星にリフォーマットすることになり、消息を経つ。
劇中では明言されていないがコンボイとの戦いの様子を見るに、形こそはパワードコンボイのボディだが全くの別物とも言える代物になっており、明らかにパワードコンボイよりもスペックは高くなっている。鈍重だったパワードコンボイに対し、こちらはかなり動きが軽やかで、二つのモードをコンボイ本人よりも見事に使いこなしていた（ジェットモードでは水中潜行、魚雷発射といった新技も披露している）。ビーストモードは存在しない（有機的だったつま先部分が機械的なデザインに変更されている）。腕をもぎ取られてもくっつけるとすぐに再生するという驚異的な再生能力も備えている。日本語版や「メガトロン音頭」では、パワードコンボイのボディの使い回しということになっているらしく、コンボイの体臭と抜け毛が気になっていたとのこと（最終話でも劇中驚いていたコンボイに対して「ちょっと痛んでて汗臭いがな」と話していた）。

タンカー / Tankor（戦車）
声 - 中村大樹 / ポール・ドブソン→リチャード・ニューマン
第3話から登場。戦車型ドローンを統べるタンクドローンジェネラル。ウイルスで洗脳されたライノックスのスパークを宿しており粗野で単純だが、ラットルのハッキングで知性と記憶を取り戻す（原語版では声もライノックスに戻る）。そもそも争いを忌避する彼は、記憶が戻った後もメガトロンの姿勢に賛同したが、有機体を持つメガトロンを追い落としセイバートロン支配権を奪取せんと暗躍する。装備は右肩のキャノン砲と両腕のマシンガン、左胸のミサイルポッドと右胸のバルカン、右腕のチェーンソー。日本語版の語尾は「〜ダナ」。
フライを改造して部下にしたり、ベクターシグマのキーを手に入れ有機物を金属体にする能力を発揮し、自身の死を偽装し、オラクルに似せてコンボイにプラズマエネルギーの情報を与えるなど、策士としての一面を見せていたが、その策に溺れた結果、メガトロンに看破されプラズマエネルギーと波動砲の共鳴の中、スパークがマトリクスと融合する形で力尽きた。原語版での変形コードは「パルバライズ」。日本語版では北島三郎のCMネタや武田鉄矢のモノマネを披露。ライノックス時代のダジャレも健在であった。

タンクドローン / Tank Drone（戦車）
声 - 千葉一伸、神奈延年
タンク軍団と呼ばれるタンカーが指揮するタンカーと同型のドローン。タンカーとの違いはカラーリングとサイズ。意思は無いが「ダナ」と発声する。タンカーが戦死した後、スラストやストライカの下でも行動。

ジェットストーム / Jetstorm（ジェット機）
声 - 岩田光央 / ブライアン・ドラモンド
第3話から登場。戦闘機型ドローンを統べるエアロドローンジェネラル。そのスピードと火力は強力だが、比較的打たれ弱い。装備はミサイルと両腕のバルカン、ビークルモードの機首に装備した一対のバルカン。浮わついた性格でかなりの口達者。海外版も日本語版もセリフにあまり脈絡が無い。時折、詩人風に喋る（元ネタはFMラジオ番組『JET STREAM』）。ビートルズが好きらしい。日本語版の語尾は「…デス」（シルバーボルト時代と異なり、敬語口調というわけではない）。ラットル同様、下ネタが多い。原語版ではシルバーボルト役と別の声優が担当している。
そのボディにはシルバーボルトのスパークがあり、ブラックウィドーの尽力でかつてのビースト戦士に戻った。原語版での変形コードは「アフターバーン」。

エアロドローン / Aero Drone（ジェット機）
声 - 千葉一伸、長島雄一、神奈延年
第2話から登場。ジェットストームに指揮されるジェットストームと同型ドローン。ジェットストームとの違いはカラーリング。意思は無いが「デスデース、デスデース」と発声する（やられた場合は「デシタ」）。
スラスト / Thrust（バイク）
声 - 加藤賢崇 / ジム・バーンズ、スコット・マクニール（正体判明時）
第3話から登場。バイク型ドローンを統べるモーターサイクルドローンジェネラル。やる気はさほどなく、無駄によく走る。ジェットストームとは仲が悪い。ワスピーター（声 - 加藤賢崇 / スコット・マクニール）のスパークを宿しており、やられ役になることが多い。両腕にバーナーとしても使えるバルカンを装備している。ふとしたことでブラックウィドーを助けたことから、彼女にはその正体が行方不明になったシルバーボルトではないかと勘違いされていた。日本語版では、前作までの「〜ブーン」に加え、「バリバリバリバリヨロシク〜」が口癖になっている（スラストを演じた加藤は番組序盤から中盤にかけて海外版のスラストに近い声を出そうと努力したがうまくいかず元の声に戻した）。
前作のラストで悪事に嫌気がさしデストロンから離反、猿人たちのボスとして古代の地球である惑星エネルゴアでの生活に収まったが、その後猿人にちょっかいを出したために追放され（本人はセイバートロン星が恋しくなり、猿人が引き止めたのを押し切って帰還したと語っているが、回想シーンでは投石器で投げられ、追放されているシーンが描かれた）、宇宙空間を泳いでセイバートロンに辿り着いた後、洗脳されてスラストとなった。事実上、最も長い時（推定400万年以上）を過ごしたビースト戦士ということになる。ブラックウィドーに淡い恋心を持っていたらしい。最終回にてリフォーマットされた惑星において、頭がスラスト、体がワスピーターの姿（サイズは生身のハチ）に転生する（海外展開で後日談にあたる『ユニバース』では、元のロボットの姿に戻れた模様）。ビーストウォーズにおけるデストロンの初期メンバーで唯一の生き残りとなった（メガトロンは「メガトロン音頭」で「最後に残ったのが『ブーン、やられた〜』じゃなぁ……」と自分が部下に恵まれなかったことを嘆いている）。原語版での変形コードは「オーバードライブ」。

モーターサイクルドローン / Motorcycle Drone（バイク）
声 - 千葉一伸、長島雄一、岩田光央、神奈延年
スラストに指揮されるスラストと同型のドローン。スラストとの違いはマーキングとサイズ。意思はないが、独特のリズムを持って暴走族風に「バリバリバリバリ、ヨロシクゥ!」「ブンブンブブブン!（数取団のパロディ）」と発声し、やられた際には「シクヨロ」などと発声する。スラストは名前を付けて息子扱いしている。

オブシディアン / Obsidian（ティルトローター）
声 - 小野坂昌也 / ポール・ドブソン
第20話から登場。シルバーボルトに戻ったジェットストームに代わるティルトローター型ドローンを率いるエアロドローンジェネラル。元はセイバートロンの歴戦の勇者の一人。メガトロンが彼のスパークを捕まえてヴィーコンジェネラルとして再生した。洗脳はされておらず、自分の意思でメガトロンに従っている。
日本語版では「お前アホちゃうか!?」が口癖。大阪弁でまくし立て、ほとんど意味のあるセリフがない。メガトロンに従う理由は「笑いの師匠」であるから。配下のエアロドローンを「親戚一同」と呼ぶ。
メガトロンが消滅したと思われた際は、チータスとナイトスクリームに説得されサイバトロンと協力したこともある。その後メガトロンの生存が発覚した際には、チャンスであるにもかかわらず一切サイバトロンに手を出さず、きちんと挨拶して去っていくという義理堅い一面も見せている。
第25話でチータスの機転で半重力装置のある場所におびき寄せられ、ストライカ共々宇宙に放り出されてしまった。原語版での変形コードは「オブリテレイト」。

エアロドローン / Aero Drone（ティルトローター）
第20話から登場。オブシディアンに指揮されるオブシディアンと同型のティルトローター型ドローン。意思は無く、「アホか!」とのみ発声する（やられた場合は「アホやった」）。

ストライカ / Strika（装甲車）
声 - 愛河里花子 / パトリシア・ドレイク
第20話から登場。戦死したタンカーに代わる装甲車型ドローンを率いるタンクドローンジェネラル。オブシディアンと同じく洗脳はされておらず、自分の意思でメガトロンに従っている。女性トランスフォーマーだが、屈強な外見と強烈な戦闘力を持ち合わせている。オブシディアンと同様の経緯で再生された。
日本語版では「いい加減にしなサ〜イ!」が口癖。オブシディアンの「相方」である。
第25話でチータスの機転で半重力装置のある場所におびき寄せられ、オブシディアン共々宇宙に放り出されてしまった。原語版での変形コードは「ターミネイト」。

タンクドローン / Tank Drone（装甲車）
第20話から登場。ストライカに指揮されるストライカと同型の装甲車型ドローン。意思はなく「ナンデヤネン」と発声する。

フライングコンピューター（フライ）
声 - 千葉一伸 / クリストファー・ゲイズ
第3話から登場。メガトロンの側近となって働く小型ドローン。たびたびメガトロンに八つ当たりされる。タンカーによってプログラムを書き換えられ、オラクルとコンボイとのアクセスを不通にするなどの暗躍を見せるが、タンカーの裏切り行為を知っていたメガトロンによって破壊される。終盤では数体の量産型が登場している。
日本語版ではやたら往年の名作アニメ、漫画、特撮に登場するキャラクターの物真似をする。普段の口調は慇懃。タンカーにプログラムを書き換えられた後は語尾に「ダナ」をつけ、お互い「タチバナのおやっさん」「タケシくん」と呼び合っていた。

モグラロボ（モールドローン）
声 - 千葉一伸、神奈延年
第2話から登場。大きなシールドマシン型ドリルを装備したタンク型穴掘りドローンで、特定の指揮官はいない。フライと同様にトランスフォームはせず、意思もなく「モグモグモグ…」とだけ発声し、爆発すると「ドーン」と発する。中心部のハッチを展開し、弾丸を発射する。主に地下に潜伏するサイバトロンを強襲し、破壊活動を行う。だが時折有機エネルギーの泉の発掘や移動手段としてサイバトロンに使用されることもあった。

コンピューター
声 - 柚木涼香 / エリザベス・キャロル・サヴェンコフ
ドローンたちをナビゲートするコンピューター。

UFOちゃん
声 - 千葉一伸
鋭角的なデザインをした浮遊メカ型探索ドローンで、特定の指揮官はいない。フライやモグラロボ同様トランスフォームはしない。意思はないが、日本語版では歌を歌ったり、カメラを気にしている。タンカーに操られた個体も登場した。

摘出コンピュータ
声 - 千葉一伸
ドローン製造工場に設置されている巨大コンピューター。左右に設置された三対のアームでトランスフォーマーを捕らえ、中心部にある筒状の機材でスパークを抜き取る。ドローンたち同様にビーストモードのサイバトロン戦士を感知できないばかりか、ビーストモードで目の前にいたとしても感知できない。工場にブラックウィドーとスラストが紛れ込んだ際、ブラックウィドーをかばったスラストのスパークを誤って摘出してしまい、ブラックウィドーの電撃を食らって機能停止した。日本語版ではオネエ口調で喋る。

警備ドローン
メガヘッド内部に多数配備されている球体状の警備ドローンで、特定の指揮官はいない。アームが付いており、戦闘時は上部からハサミを展開する。意思を持たず、人語も話さない。

攻撃衛星
セイバートロン星周辺に多数配備されている楕円形の人工衛星で、セイバートロン星に迫る隕石などの飛来物を破壊する役目を持つ。特定の指揮官はいない。左右にビーム砲を搭載した一対の翼があり、攻撃時にはそれが展開する。ボタニカの乗る宇宙船を攻撃し、不時着させる原因となった。

### その他
オラクル / Oracle
声 - 神奈延年 / エリザベス・キャロル・サヴェンコフ
かつて最初のトランスフォーマーを生んだとされる、セイバートロン深部にある伝説の巨大コンピューターであり、G1シリーズや日本版の時系列では本作品の後時代に当たる『ビーストウォーズネオ』に登場したベクターシグマ（セイバートロン星のメインフレーム（プライマスの意識）に直結した中央処理コンピュータ）へアクセスするためのインターフェイスポータルである。コンボイたちのフォーマットを書き換え、また、何をすべきかを導く。その託宣は安易な指示ではなく、試練のようなものである場合が多い。
海外版限定の歴史では、本作品の後の時代に当たる『トランスフォーマー ユニバース』にてその正体と真の目的が明かされる。
日本語版では唯一アドリブのない役である（ただし、コンボイが見た夢や洗脳された際は壮大なセリフや「アクセスすんじゃねぇよ、バカ」といった発言をしている）。また、リミックスの「はずばな〜」では作中に登場したキャラクターで一番危険な発言をした。

スパーク
声 - 千葉一伸
第1話において、コンボイをオラクルの下へと導いたスパーク。正体不明だが恐らくはオラクルの意志であり、コンボイ以外には認識することができなかった。

ノーブル / Noble（オオカミ&ドラゴン）
声 - 長島雄一 / デビッド・ケイ
第15話から登場。紫の狼。ナイトスクリームに発見されたセイバートロンの生き残りだと思われた。非常に理知的で穏やかな人格だが、自らの意思と関係なく、赤い畸形の凶暴なドラゴン（形状的には翼が生えた2本の尻尾を持つ赤いワニ）、「怪物」ことサヴェッジ / Savageへと変化してしまう（そのため「トランスフォーム」の発声を行わない）。夜間に遠吠えを繰り返しており、ナイトスクリーム以外のメンバーからは問題視された。ノーブルでは爪、サヴェッジは2本の尻尾と口から吐く火の玉が武器。また、日本語版ではノーブルモードではオペラのように朗々とセリフを歌い上げ、第17話のエンディングでの長島の堂々たる歌唱は周囲の演者に拍手されている。変身する際に発する「いつも元気なカイブツくんでーす!」が口癖。サヴェッジモードでは「ホーホケキョ」、「コケー」などの、さまざまな動物の鳴き声などをごちゃ混ぜにしたような奇声も発する。
その正体は、メガトロンが自身の身体から有機的要素を排除した際に誕生した有機物の集合体、つまり、彼の余剰パーツである。分離の際にトラブルが起こりメガトロン自身のスパークはメガヘッドではなく、こちらのボディに残留している。ゆえに彼の人格はメガトロンの演技であり、彼のスパークが離れた後は、明確な知性を持たず純粋な本能のみによって動く単なる野獣となってしまった。しかし、記憶や人格はわずかながら残っており、簡単な会話は可能。第22話でナイトスクリームを庇って死亡する。

## スタッフ
- 製作総指揮：イアン・ピアソン、マーク・ラルストン
- プロデューサー：アサフ・M・フィプキー
- 協力プロデューサー：スティーヴン・ヴェントラント
- シリーズ構成：マーティ・アイゼンバーグ、ボブ・スキル
- キャスティング：エリザベス・キャロル・サヴェンコフ、BLTプロダクション
- 音声演出：スーザン・ブルー
- 音楽：ボブ・バックリー
- プロダクション・デザイナー・美術監督：ケン・ヘンダーソン
- 制作：メインフレーム・エンターテイメント、YTV

### 日本語版制作スタッフ
- 監督：岩浪美和
- 翻訳：アンゼたかし、辺見真起子
- 編集スタジオ：東京テレビセンター
- 調整：佐竹徹也
- 録音：武田将二、荒川恵美子
- 録音スタジオ：ACスタジオ
- 音響制作：ACクリエイト
- 制作担当：打越領一
- 制作協力：ウィーヴ
- エグゼクティブプロデューサー：平雄一郎（TAKARA）
- プロデューサー：服部慎司（TME）、石川裕人（WE'VE）
- 製作著作：TAKARA、タカラ・モバイル・エンターテイメント

## オープニング・エンディング
「Phat Planet」
演奏 - Leftfield
オープニングおよびエンディングテーマ。海外版の音楽をそのまま使用。
「メガトロン音頭」
作詞・作曲・編曲 - 宇波拓/ 監修・補作詞 - 石川裕人/歌 - 雲雀屋由岐夫 / セリフ - 千葉繁
DVD第7巻の封入特典。リターンズでのメガトロンの心情を歌っている。2007年8月発売のトランスフォーマー関連の歌を集めたCD『TRANSFORMERS SONG UNIVERSE』にも収録されている。なお、『メタルス』で死亡したワスピーター以外のデストロンのメンバーがメガトロンのセリフに出てくる。
「Evolution Revolution」
作詞・作曲 - サバン・ミュージック/・歌 - JW
アメリカ合衆国で放送されたプロモーションムービー用の音楽。
日本独自の編集映像にオリジナル版テーマ音楽とキャラクター同士の会話を被せたものとなっている。第1話のオープニングでコンボイが「歌が無ければ喋る。それがビーストってもんだろ!」と言ったことを皮切りに、サイバトロンもしくはヴィーコン軍団のどちらかが仕切る各キャラクターの会話形式となった。コンボイが声優の出自地点の方言でしゃべったり、ヴィーコン軍団が「かえるの合唱」を輪唱してみたり、サイバトロン戦士たちが自分の名前を逆さに言ってみたり、サイバトロン組が曲に合わせてラップを歌ったりと、バラエティ豊かな内容となったが、回を追うごとにタイトルコールを無視するなど本編同様に暴走していった。
また、日本版の次回予告はエンディングの最後に数秒間だけねじ込まれており、あらすじなどの解説は一切なくサブタイトルを読み上げるだけの簡素な構成だったが、こちらも回を追うごとにエンディング内のトークに占領されるという事態となった。

## 各話リスト
| 話数    | サブタイトル                                                   | 原題                               | 演出                           | 脚本                                  | 放送日(米)     | 放送日(日本)   | 収録DVD&VHS |
| ------- | -------------------------------------------------------------- | ---------------------------------- | ------------------------------ | ------------------------------------- | -------------- | -------------- | ----------- |
| 1       | 伝説の復活                                                     | The Reformatting                   | ウィリアム・ラウ               | マーティ・アイゼンバーグ ボブ・スキル | 1999年 9月18日 | 2004年 11月6日 | VOL.1       |
| 2       | 野性の調教                                                     | Master of the House                | スティーブ・サックス           | マーティ・アイゼンバーグ ボブ・スキル | 9月25日        | 11月7日        | VOL.1       |
| 3       | 愛の古傷(しるし)                                               | Fires of the Past                  | ジョン・ポーザー               | マーヴン・ウルフマン                  | 10月2日        | 11月13日       | VOL.1       |
| 4       | 悲願の変身                                                     | Mercenary Pursuits                 | ラウル・サンチェス・イングリス | マイケル・リーヴス                    | 10月9日        | 11月14日       | VOL.1       |
| 5       | 禁断の果実                                                     | Forbidden Fruit                    | トレントン・カールソン         | スティーブン・メルチング              | 10月16日       | 11月20日       | VOL.2       |
| 6       | 約束の夜明け                                                   | The Weak Component                 | アンドリュー・カリー           | ロドニー・ギブス                      | 10月23日       | 11月21日       | VOL.2       |
| 7       | 愛の力                                                         | Revelations Part 1：Discovery      | ジェームズ・テイラー           | ベイニー・チャンドラー・リーヴス      | 10月30日       | 11月27日       | VOL.2       |
| 8       | 友の記憶                                                       | Revelations Part 2：Descent        | ウィリアム・ラウ               | マーヴン・ウルフマン                  | 11月6日        | 11月28日       | VOL.2       |
| 9       | 星の使命                                                       | Revelations Part 3：Apocalypse     | スティーブン・メルチング       | ジョージ・サミルスキ                  | 11月13日       | 12月4日        | VOL.3       |
| 10      | 機械のはらわた                                                 | Survivor                           | デニス・ヒートン               | ベイニー・チャンドラー・リーヴス      | 11月27日       | 12月5日        | VOL.3       |
| 11      | 鉄の静寂                                                       | The Key                            | シーン・オズボーン             | マーヴン・ウルフマン                  | 12月4日        | 12月11日       | VOL.3       |
| 12      | 生命(いのち)の水                                               | The Catalyst                       | スティーブ・サックス           | マーティ・アイゼンバーグ ボブ・スキル | 12月11日       | 12月12日       | VOL.3       |
| 13      | 決着の時                                                       | End of the Line                    | マーク・サワーズ               | スティーブン・メルチング              | 12月18日       | 12月18日       | VOL.4       |
| 14      | 勝利の代償                                                     | Fallout                            | ラウル・サンチェス・イングリス | マーティ・アイゼンバーグ ボブ・スキル | 2000年 8月5日  | 12月19日       | VOL.4       |
| 15      | 怪物の悩み                                                     | Savage Noble                       | グレッグ・ドニス               | レン・ウィーン                        | 8月19日        | 12月25日       | VOL.4       |
| 16      | 怪物のお目覚め                                                 | Prometheus Unbound                 | セバスチャン・ブローイン       | マーヴン・ウルフマン                  | 8月26日        | 12月26日       | VOL.4       |
| 17      | 野獣の恩返し                                                   | In Darkest Knight                  | ジョージ・サミルスキ           | スティーブン・メルチング              | 9月2日         | 2005年 1月1日  | VOL.5       |
| 18      | 憎しみの螺旋(スパイラル)                                       | A Wolf in the Fold                 | ウィリアム・ラウ               | ベイニー・チャンドラー・リーヴス      | 9月9日         | 1月2日         | VOL.5       |
| 19      | 植物の反乱                                                     | Home Soil                          | デニス・ヒートン               | メグ・マクラフリン                    | 9月16日        | 1月8日         | VOL.5       |
| 20      | 捕らわれの魂                                                   | Sparkwar Pt. 1：The Strike         | スティーブ・サックス           | ブルックス・ワシュテル                | 9月23日        | 1月9日         | VOL.5       |
| 21      | 虚像の導き                                                     | Sparkwar Pt. 2：The Search         | ジン・ニックヘレ               | マイケル・リーヴス                    | 9月30日        | 1月15日        | VOL.6       |
| 22      | 永遠の友情                                                     | Sparkwar Pt. 3：The Siege          | ルーク・キャロル               | スティーブン・メルチング              | 10月7日        | 1月16日        | VOL.6       |
| 23      | 恐怖の赤い玉                                                   | Spark of Darkness                  | グレッグ・ドニス               | ニック・デュボイズ                    | 10月28日       | 1月22日        | VOL.6       |
| 24      | 地獄の総攻撃                                                   | Endgame Pt. 1：The Downward Spiral | アンジェラ・スティーヴンスン   | マイケル・リーヴス                    | 11月4日        | 1月23日        | VOL.6       |
| 25      | 希望の終止符                                                   | Endgame Pt. 2：When Legends Fall   | ジョージ・サミルスキ           | スティーブン・メルチング              | 11月11日       | 1月29日        | VOL.7       |
| 26      | 未来の行方                                                     | Endgame Pt. 3：Seeds of the Future | ウィリアム・ラウ               | ボブ・スキル                          | 11月18日       | 1月30日        | VOL.7       |
| DVD特典 | ドキッ!やっぱりやります!リミックス バナナはどこだ？R（総集編） |                                    |                                |                                       |                | 5月25日        | VOL.7       |

## リミックス
DVD最終巻にはオリジナル特典として、前作同様、これまで映像をつなぎ合わせて再構成された日本語版リミックス作品「バナナはどこだ？R」が収録されている。チータスが「R＝リターンズあるいはR指定じゃ〜ん」と語っているように、本編ではオンエアできない際どいものとなっている。
あらすじは、コンボイたちを導いてきたオラクルが今後のセイバートロン星の運命を決めるべく、フリートーク対決「はずばなー」（声優陣の情けを掛けた実話）およびキャラクター総出演による「ものまね対決」で両軍を戦わせるというものだが、その内容は声優陣による放送コードギリギリの下ネタ満載な過激座談会と化していた。
その他の特典として、声優陣によるメッセージトークおよびアフレコ映像が収録。

## 放送局
アメリカでは1999年9月18日から2000年11月18日までフォックス放送内のFox Kidsで放映された。
BS/CS
- モバHO!・TAKARAND：2004年11月より放映
- カートゥーン ネットワーク：2005年2月より放映

地上波
- 岐阜放送：2005年4月2日 - 10月1日 土曜7:00 - 7:30[11]
- テレ玉：2007年4月25日 - 8月1日 水曜18:30 - 19:00（1〜8話） 同年10月3日 - 2008年2月13日 水曜18:00 - 18:30（9〜26話）[12]
- TOKYO MX：2009年2月9日 - 11月23日 月曜19:00 - 19:30[13]

ネット配信
- Yahoo!動画：2006年7月5日 - 2007年12月21日
- GyaO：2006年7月6日 - 2006年9月
- GYAO!：2011年5月23日 - 2011年7月24日

## 玩具

### アニメ登場キャラクター
展開の項の記述の通り、初期発売玩具は、アニメとかなりイメージの違うものであった。そのため、それらキャラクターについては、できる限りイメージを近付けたものが中期以降開発、販売されている。バリエーションが多いためキャラクター項とは別に記す。
玩具サイズはBasic＜Deluxe＜Mega＜Ultra＜Superemeの順に設定されている。
日本展開時の商品名には『ビーストウォーズメタルス』の時とは違い、前身と区別するための名称はない。
『トランスフォーマー アンコール』では新たにリターンズコンボイという名称が付けられた。
コンボイ
「Optimus Primal」：2000年発売Deluxeサイズ
初期に発売されたものの一つ。劇中と大幅に異なる。
「BR-01：コンボイ/Blast Punch Optimus Primal」：2001年発売Megaサイズ
劇中のイメージにかなり近付けたもの。パンチ発射ギミックを持つ。
「Air Attack Optimus Primal」：2002年Supremeサイズ
中止されていたが、『Robots in Disguise』の玩具と同時期に販売された。音声機構が内蔵。日本でもトイザらス限定で販売される。
「リターンズコンボイ/RETURNS CONVOY」：2018年Supremeサイズ
劇中カラーを再現してTFアンコールシリーズで販売。コンボイ役の子安武人の音声機構を収録。
チータス
「BR-02：チータス/Cheetor」：2000年発売Megaサイズ
初期玩具の中では、かなり劇中のイメージに近い。
「Supreme Cheetor」：2000年発売Supremeサイズ
ギミック、変形機構は、ほぼMegaサイズと同様。
「Night Slash Cheetor」：2001年Deluxeサイズ
ステルスサイボーグ風にアレンジ。劇中の展開とそぐわないため、例年のようにパワーアップバージョンとしては登場せず。
「チータスブラックver」
キッズステーションで放送された本作品（PPV）を全話視聴（購入）した視聴者に特典として送られた物。Megaサイズのリカラー品で、名前の通りブラックをベースにしているが、銀色の比率も多くメッキもシルバーになっている。ボックスは無地の白で表記なども存在しない。「あなたを真のビーストウォーズリターンズのファンであると認定します」という文面の認定書が同梱されていた。
ラットル
「BR-03：ラットル/Rattrap」：2000年後期発売Megaサイズ
玩具では劇中タイヤモードの他、足も存在。
ブラックウィドー
「BR-04：ブラックウィドー/Blackarachnia」：2000年発売Deluxeサイズ
海外版は紫色。日本ではアニメに準拠したカラーリングに変更されたものが販売された。
ナイトスクリーム
「BR-09：ナイトスクリーム/Nightscream」：2000年後期発売Ultraサイズ
劇中と違い、かなりのボリュームを誇る。
シルバーボルト
「BR-10：シルバーボルト/Silverbolt」：2000年後期発売Basicサイズ
海外版はトロピカルなカラーリングでかなり印象が異なる。後に日本ではアニメに準拠したカラーリングに塗り直されたものが販売。
ノーブル/サヴェッジ
「BR-11：ノーブルサヴェッジ/Beast Changer」：2001年発売Deluxeサイズ
劇中でのかなり無茶な「変身」を見事なアレンジで立体化。
メガトロン
「BR-05：メガトロン/Megatron」：2000年後期発売Megaサイズ
『メタルス』のドラゴンメガトロンより大幅なサイズダウン。メカプローブの中に隠れる形の変形機構。
「BR-12：メガヘッドメガトロン/Megatron Megabolt」：2002年発売Deluxeサイズ
劇中と違い、顔型戦艦からロボットモードに変形。戦艦モードではクモのような足がタイヤと連動して動くギミックが仕込まれている。
タンカー
「Tanker」：2000年発売Megaサイズ
玩具オリジナルデザイン。後にBOTCON限定コミックに色替えで別キャラクター・Quakeとして登場。
「BR-06：ビーコンタンカー/Tank Drone」：2001年発売Basicサイズ
アニメに準拠したデザイン。海外版はタンカーではなくドローンとして発売された。
ジェットストーム
「Jetstorm」：2000年発売Deluxeサイズ
「BR-07：ビーコンジェットストーム/Jetstorm」：2000年後期発売Ultraサイズ
アニメではシャープなイメージだが、玩具では足が存在しており、それを左右合わせることで劇中のイメージに似せることもできる。
エアロドローン
「ソニック・アタックジェット/Sonic Atack Jet」：2000年発売Deluxeサイズ
Deluxe版Jetstormの色替え。日本未発売。
スラスト
「Thrust」：2000年後期発売Deluxeサイズ
玩具オリジナルデザイン。
「BR-08：ビーコンスラスト/Motorcycle Drone」：2001年発売Basicサイズ
アニメに準拠したデザイン。海外版はドローンとして発売された。
ストライカ
「BR-13：ビーコンストライカ/Strika」：2001年発売Deluxeサイズ
後期に開発されたために再現度が高い。
オブシディアン
「BR-14：ビーコンオブシディアン/Obsidian」：2000年後期発売Basicサイズ
日本ではアニメに準拠したカラーリングに変更されたものが販売された。

### アニメ未登場キャラクター
トランスフォーマーシリーズの特徴として、玩具は発売されているもののメディア展開においては登場しないキャラクターが多数存在している。アニメ未登場キャラクターは以下の通り。ほぼ全ての商品が日本では正式に発売されていない。海外コミックなどの媒体で活躍する。
- サイバトロン/Maximals
  - バズソー/Buzzsaw（スズメバチ）
  - ロングホーン/Longhorn（バッファロー）
  - ナイトバイパー/Night Viper（コブラ）
  - ゲッコボット/Geckobot（トカゲ）
  - チー/Che（チーターの顔型戦車：変形せず：色替えあり）
  - ディロ/Dillo（アルマジロ⇔武器：色替えあり）
  - プライマル・プライム/Primal Prime（パワードコンボイの色替え） - 国内ではトイザらス限定販売
  - モール/Mol（モグラ⇔武器：色替えあり）
  - ラヴ/Rav（鳥⇔武器）
  - スカイダイブ/Skydive（プテラノドン）
  - スナール/Snarl（ライオン）
  - クイックストライク/Quickstrike（狼）
  - ハンマーストライク/Hammerstrike（シュモクザメ）：後期「Battle for the Spark（BFS）」シリーズ
  - バトルユニコーン/Battle Unicorn（ユニコーン）：BFSシリーズ
- ヴィーコン/Vehicons
  - スカベンジャー/Scavenger（ショベルドーザー型戦車）
  - ミラージュ/Mirage（インディレースカー）
  - メカトロン/Mechatron（恐竜顔型戦車：変形せず：色替えあり）
  - クロ/Chro（カラス⇔武器）
  - ブラストチャージ/Blast Charge（6輪戦車）
  - スパイストリーク/Spy Streak（音速爆撃機）
  - ブルーティカス/Bruticus（ケルベロス）
  - トライプレダカスエージェント/Tripredacus Agent（メタルスチータス2の色替え）：Wal-Mart限定販売。
  - クライオテック/Cryotek（青いドラゴンメガトロン）：『Robots in Disguise』の玩具と同時期に販売される。Target限定販売。
- ダイノボッツ/Dinobots - ビーストウォーズネオを含めた玩具の仕様変更品。
  - T-レックス/T-Wrecks（ビーストメガトロンの色替え）
  - トリケラドン/Triceradon（ガイルダートの色替え）
  - ストライカー/Striker（セイバーバックの色替え）
  - ダイノトロン/Dinotron（ハードヘッドの色替え）
  - エアラプター/Airraptor（アルカディスの色替え）
  - ラプティコン/Rapticon（メタルスダイノボットの色替え）
  - テラノドン/Terranotron（メタルステラザウラーの色替え）
  - マグマトロン/Magmatron（改修）：Target提携ストア限定販売 - ビーストウォーズネオと同一キャラクターと思われる設定を持つ。
- ミュータント/Mutants - クォンタム・サージの影響でロボットモードを失い代わりに二つのビーストモードを持つ。元々はアニモーフ用に開発されていたシリーズ。
  - アイスバード/Icebird（シロクマ、フクロウ）
  - レーザークロー/Razor Claw（ラプター、クズリ）
  - サウンドウェーブ/Soundwave（コウモリ、アリゲーター）
  - ポイズンバイト/Poison Bite（サソリ、オニカマス）